# 50-й окремий мотострілецький полк оперативного призначення ВВ МВС (СРСР)
50-й окремий мотострілецький полк оперативного призначення (50 омсп оп, в/ч 3395) — частина оперативного призначення ВВ МВС СРСР.

## Історія
Полк вів свою історію від Окремого стрілецького полку МДБ СРСР, сформованого в м. Сталіно (Донецьк) в 1949 р.
Наказом МВС СРСР № 0507 від 22.08.1957 р. полк було переформовано в 67-й окремий мотострілецький дивізіон внутрішньої охорони.
Наказом МВС СРСР № 0055 від 28.11.1968 р. дивізіон був переформований на 510-й окремий мотострілецький батальйон ВВ МВС СРСР, а наказом МВС СРСР № 03 від 18.01.1990 р. батальйон було розгорнуто в 50-й окремий мотострілецький полк оперативного призначення ВВ МВС СРСР.
Указом ПВР УРСР № 1465-XII від 30.09.1991 р. полк було включено до складу ВВ МВС України, а потім передано до складу Національної гвардії України, де на його основі було сформовано 11-й полк 4-ї дивізії НГУ (в/ч 4111).